# .276佩德森
.276佩德森(7×51mm)是美国陆军开发的7 mm实验性子弹。被运用于佩德森步枪与早期型号的M1加兰德步枪。

## 概括
这种子弹诞生于1923年，意在取代老旧的.30-06 春田步枪弹。在一开始的时候，M1加兰德步枪使用的便是.276佩德森，它在其独特的弹夹中装有十发子弹。.276佩德森比 .30-06更短、更轻，这使得在装填弹药的时候比长.30-06更轻松。但是美国陆军参谋长将军，道格拉斯·麦克阿瑟（Douglas MacArthur）在证实.30-06子弹依旧可行后，于1932年拒绝了.276佩德森。

## 历史与相关数据
佩德森的子弹的长度是0.284英尺(7mm)。出膛速度为2,400英尺每秒(730 m/s)，弹丸重140至150格令左右(9.1至9.7g)。弹壳有2英尺(51 mm)长，且具有明显的锥度。而锥形的子弹就需要使用类似于卡拉什尼科夫自動步槍的高度弯曲的弹匣，尽管这对于佩德森步枪和加兰德步枪的短弹夹来说无关紧要。

在.276佩德森刚刚推出时，就成为了一个重大问题的解决方案。美国陆军想要一种能够发射.30-06子弹的通用自动步枪，但是这种弹药应用在现在的步枪上后坐力太大，不适于全自动射击（如勃朗宁自动步枪和邵沙轻机枪）。和春田类似重量的步枪则需要使用更小的弹药。而在这个问题上，佩德森子弹被视为是毁伤与后坐力上的妥协。因为与当时的大多数军用步枪弹药相比，它的毁伤不足，但也减少了后坐力。尽管克服了这些早期全自动所存在的问题，但最终美国陆军还是选择了M1加兰德步枪。加兰德步枪本来打算换装.276佩德森的，但当时认为的是替换所有步兵的枪支成本过高，所以也就继续沿用.30-06子弹了。
- 6.5×52mm卡尔卡诺
- .276佩德森
- 6.5mm格伦戴尔
- 7.62×39mm (前南斯拉夫制造M67步枪弹)
- 7.62×45mm（捷克Vz和52轻机枪使用的弹药）

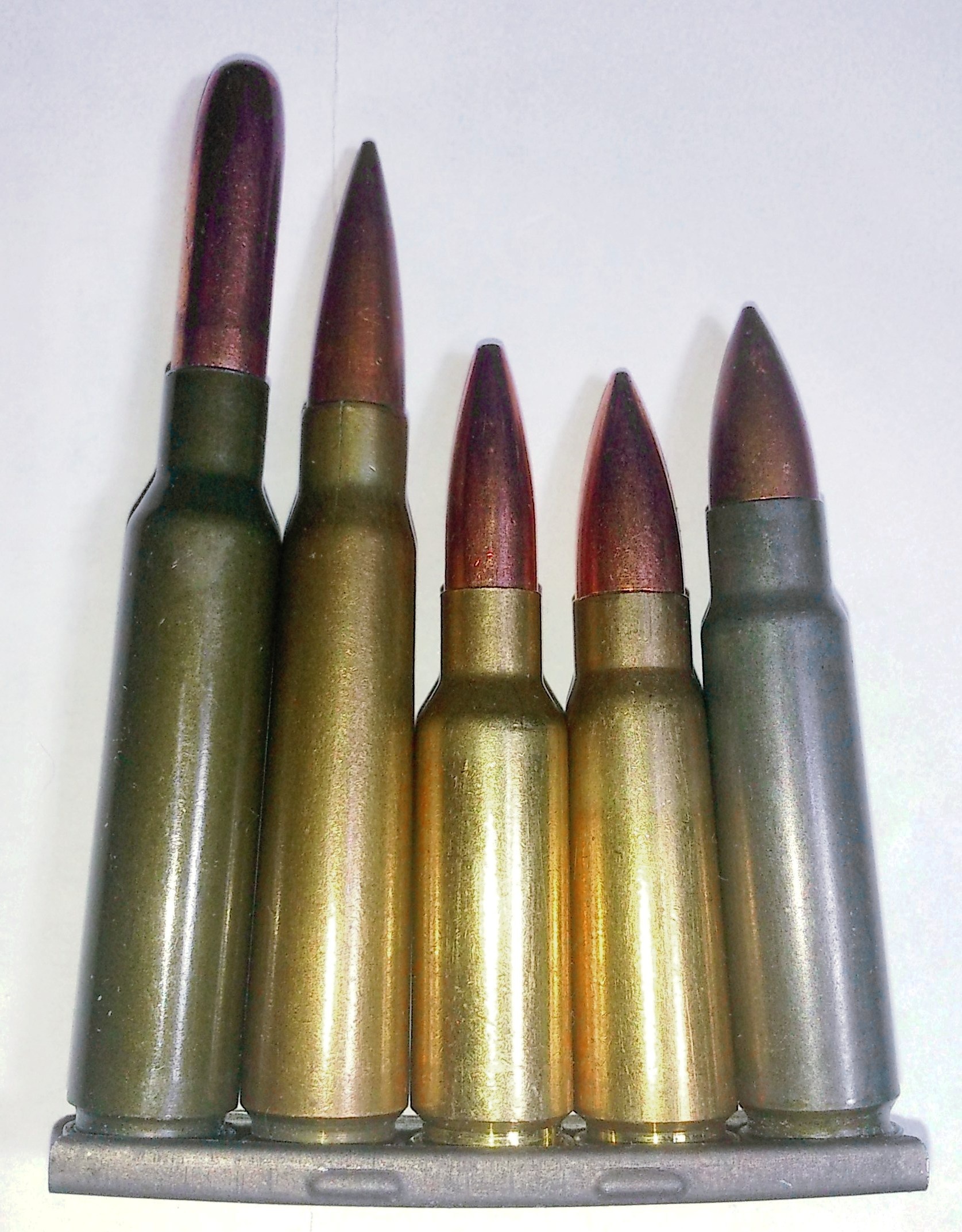
各子弹对比:
- 6.5×52mm卡尔卡诺
- .276佩德森
- 6.5mm格伦戴尔
- 7.62×39mm (前南斯拉夫制造M67步枪弹)
- 7.62×45mm（捷克Vz和52轻机枪使用的弹药）
这些子弹都经过了一百多年的发展，注意这些子弹相似的壳底与底缘直径

二战后不久，英国设计师出于与佩德森不同的原因，开始研制一系列的中间型威力7mm子弹，并向德国人的7.92×33mm Kurz短弹学习。而美国则是坚持使用0.30的口径，主要是因为希望在步枪和机枪之间能够实现弹药通用，并且需要在至少2,000码外造成有效杀伤。战后，美国人也开始开发一种更短的.30步枪弹，主要应用与全自动步枪，这也就促成了7.62×51mm NATO的形成，不仅更轻更短，并且弹道与.30-06相类似。而英国则是研制出了.280英寸弹，这种子弹它在口径、子弹重量和速度方面都与.276佩德森有相似性。
尽管.276佩德森或后来的.280英寸弹都未被采用，但直径为6.5至7mm的中间型威力子弹的概念还远未消亡。在采用7.62mm北约弹之后，阿玛莱特提交了他们的AR-10进行评估。美国陆军建议他们重新设计该枪以发射0.256口径的子弹。虽然这个建议没有了下文，但陆军后来对其他的弹种进行了许多研究。目前的研究是集中在6.8mm雷明顿SPC和6.5 mm格伦德尔（尽管它们的目的是改进5.56×45mm，而不是重新开发7.62×51mm NATO的替代品）。

## 相关资讯
- 7 mm 口径 （页面存档备份，存于）